# 怪人開發部的黑井津小姐
《怪人開發部的黑井津小姐》是水崎弘明所創作的日本漫畫，先於2019年4月17日在漫畫網站「COMIC Meteor」上刊載單篇作品，其後由2020年10月7日至2025年3月12日於同網站連載。改編電視動畫於2022年1月8日至4月2日播映。

## 故事概要
黑井津燈香是任職於秘密結社「阿卡斯提亞」怪人開發部的研究員。她的工作是為組織開發怪人，以對抗超級英雄「劍神布雷達」，完成征服世界的宏願。不過，她常常都會因上司亂來、預算不足等問題，而在工作上苦惱。

## 角色列表

### 阿卡斯提亞
主角所在的秘密結社。相對於工作環境猶如黑心企業的其他秘密結社，由於擁有工資高、超值星期五、加班費等諸多福利而堪稱是秘密結社中的良心企業。

#### 主要角色
黑井津燈香（聲：前田佳織里）
本作主角。任職於秘密結社「阿卡斯提亞」的研究員，怪人開發部的助手。擁有徒手打倒怪人的實力
6年前是與秘密結社「黑暗領域」為敵的「鬥星戰隊 彗星」中的一員彗星黑，是戰隊中唯一以赤手空拳戰鬥的成員。正義營運協會的會長三修滿的弟子，與始和健司的父親零忌是師兄妹。擁有一擊打倒怪人的實力。在「鬥星戰隊 彗星」解散後因為曾經是正義英雄的緣故而被多個秘密結社拒絕錄用，直至被梅吉斯托斯取錄成為「阿卡斯提亞」的研究員。
禾爾夫·貝特（聲：天野聰美、千葉翔也（男））
秘密結社「阿卡斯提亞」的狼人型怪人，屬於近戰特化型。原本預定是男性怪人，卻由於首領阿卡西克的堅持下重新製造成女性怪人，腦部則因預算不足而沿用男性型。在與劍神布雷達初戰後被分派到長期人手不足的怪人開發部。
佐田卷始（聲：梅原裕一郎）
任職於秘密結社「阿卡斯提亞」的科學家。怪人開發部的負責人。真面目十分帥氣。與「黑蘿亞」的峰圓小春是同學，學生時期的成績是全級第一。

#### 幹部
阿卡西克（聲：M·A·O）
秘密結社「阿卡斯提亞」的首領。同時也是「阿卡斯提亞」實力最強的成員。穿著一身戎裝並帶著軍帽的金髮少女 (動畫版改為綠髮)，外表看似孩童，且個性和行為舉止也相當孩子氣。
在漫畫36集中交代了其體內「D細胞」的含量高達百分之九十七。
真正身份是最初的怪人「D」的分身體。
梅吉斯托斯（聲：稻田徹）
秘密結社「阿卡斯提亞」的參謀，也是實際上的第二把交椅。稱號為「絕對零度參謀」。能力為「分割思考」，可以一心多用。與兇悍外表相反，是一名心思縝密、照顧下屬的好上司。
在漫畫49集確認其真名為小木原（おぎはら），與三修滿互相認識。年青時是一名配戴眼鏡，身穿西裝的斯文男性。
在漫畫52話證實他曾經是一名英雄，與三修滿和佐田卷零忌同為並肩作戰的戰友。
卡繆拉（聲：竹達彩奈）
秘密結社「阿卡斯提亞」的萬能細胞型大幹部。吸血鬼型的怪人。稱號為「不滅」。表面上行事方面非常嚴格，且幾乎沒有破綻，但實際上她對偶像方面相當執著，渴望成為偶像，但由於自己在此方面對自己沒信心，再加上她擔心怪人搶奪偶像市場因而沒能如願。
在漫畫36集中交代了其體內「D細胞」的含量為百分之十八。
芬里爾（聲：綠川光）
秘密結社「阿卡斯提亞」的近戰型大幹部。狼人型的怪人。
埃爾德立吉（聲：松風雅也）
秘密結社「阿卡斯提亞」的科學顧問。
法弗納
秘密結社「阿卡斯提亞」的咒龍型大幹部，管理能詛咒人的寶藏，同時也是體型最巨大的幹部。
克拉肯（聲：寺杣昌紀）
秘密結社「阿卡斯提亞」的海戰型大幹部，管理監視所，是「阿卡斯提亞」的最謹慎的怪人。
獵豹戰士（聲：置鮎龍太郎）
秘密結社「阿卡斯提亞」的猛攻型大幹部。
長距叔叔（聲：三木真一郎）
秘密結社「阿卡斯提亞」的戰略諜報型大幹部。
在漫畫36集中交代了其體內「D細胞」的含量為百分之六。
斯庫拉（聲：桑島法子）
秘密結社「阿卡斯提亞」的黑獸變化型大幹部，曾參與沃爾夫的設計。典型的女性主義者，把沃爾夫當女性看待，也同時一直洗腦她「男性是邪惡生物」的觀念。
阿拉庫涅（聲：宮本侑芽）
秘密結社「阿卡斯提亞」的次元超越型大幹部。
沙拉曼達（聲：釘宮理惠）
秘密結社「阿卡斯提亞」的極地調查型大幹部，能適應各種惡劣的環境。
弗爾雷迪（聲：石上靜香）
秘密結社「阿卡斯提亞」的凍結戰型大幹部，負責管理「阿卡斯提亞」的物資。
佩利冬（聲：葉山翔太）
秘密結社「阿卡斯提亞」的秘密俱察型大幹部。
天岩戶（聲：佳月大人）
秘密結社「阿卡斯提亞」的據點防衛用大幹部。
艾德．庫克羅普斯
梅吉斯托斯的助理。

#### 怪人
加農·雷鳥（聲：土岐隼一）
秘密結社「阿卡斯提亞」的長距離狙擊特化型怪人。原本預定是十分帥氣的鳥人型怪人，卻由於各部門之間的分岐，最終被製造成黃雞外型的怪人。現時在「阿卡斯提亞」旗下的遊樂場工作。
九頭蛇（聲：藍川ふみ）
秘密結社「阿卡斯提亞」的多頭怪人。個性膽小。原本預定是有8個輔助劇毒蛇頭的怪人，卻由於各部門之間的分岐，最終被製造成只有4個無毒輔助蛇頭的怪人。喜歡加農·雷鳥。
金剛（聲：佳月大人）
秘密結社「阿卡斯提亞」的磁力礦石怪人，卡繆拉的直屬部下。
沙華魚人（聲：不明）
秘密結社「阿卡斯提亞」的水棲怪人。在「阿卡斯提亞」旗下的遊樂場工作，扮演襲擊遊客的角色。與可怕的外表相反其實十分善良，曾經因自己的外表把小孩嚇到哭泣而沮喪。因壓力過大而患上胃潰瘍。
梅露蒂（聲：富田美憂）
秘密結社「阿卡斯提亞」的巧克力怪人，情人節篇登場，曾因為巧克力的食安問題事件一度遭到總部回收，身體的一部分被送給劍神布雷達。動畫版則多次客串登場。
木乃伊（聲：YURiKA）
秘密結社「阿卡斯提亞」的木乃伊怪人，目前正以偶像之路前進。
冰見川早紀
秘密結社「阿卡斯提亞」的怪人記憶作家，負責編寫怪人的記憶。原本是人類，因為交通意外身受瀕死重傷時，被某個秘密結社以緊急治療的名義改造成為怪人。在秘密結社滅亡後被「阿卡斯提亞」收留和保護。
荷姆克魯斯
秘密結社「阿卡斯提亞」的荷姆克魯斯怪人，擁有進化能力，被劍神布雷達﹙佐田卷健司﹚多次擊敗後，最終進化為女性怪人，拜劍神布雷達為師，立志成為一名英雄。

### 黑蘿亞

#### 幹部
凱撒蘿亞（聲︰柴田秀勝）
秘密結社「黑蘿亞」的首領。外表是留有草綠色長髮、左眼緊閉、右眼瞳孔為十字形的女性。認識阿卡西克。
由於要保持威嚴，在正式集會時會躲在石像後面以男性的聲音說話。
體內「D細胞」的含量極高，甚至會造成探測儀器失靈的程度。
真正身份是最初的怪人「D」的分身體。
紅披風將軍（聲︰千葉繁）
秘密結社「黑蘿亞」的幹部。小春等人的上司。穿著一身戎裝，頭綁著繃帶且帶有一對鬍子的男子。
峰圓小春（聲︰小宮有紗）
秘密結社「黑蘿亞」的研究主任。與佐田卷始是同學，為萬年第二，學業成績總是敗給佐田卷始。
曾表明過組織研發怪人並非打敗英雄，而是為了研究成果。
不破明流
秘密結社「黑蘿亞」怪人研究所的主任研究員。認為怪人要巨大、破壞力、恐怖。

#### 怪人
艾爾巴姬（聲︰原田瞳）
秘密結社「黑蘿亞」的宇宙貓怪人。典型的同性戀，性癖極度扭曲，喜歡可愛的女性。對沃爾夫極度迷戀。
白鱷魚（聲：佳月大人）
秘密結社「黑蘿亞」的怪人。個性卑劣。在遊樂場被阿卡西克一拳打碎。之後被怪人開發部復原。復原後個性有所改變。
牛頭（聲︰金子隼人）
秘密結社「黑蘿亞」的怪人。擅長精神攻擊。
紫鏡（聲︰坂田將吾）
秘密結社「黑蘿亞」的怪人。擅長精神攻擊。
紅廳
秘密結社「黑蘿亞」的怪人。擅長精神攻擊。

### 死魂
老闆
秘密結社「死魂」的首領
目前被辭職，本人一點都不想當邪惡組織的首領。
策略家馬謖
秘密結社「死魂」的怪人軍師，外表是一名左臉配戴面具，手持有太極圖案羽扇的男性。
名字來源於三國時期的馬謖。
碾壓者弁慶
秘密結社「死魂」的怪人怪僧。
名字來源於武藏坊弁慶。
薇絲帕拉王妃
秘密結社「死魂」的怪人毒師。討厭主動戰鬥。

### 侵略妖精鄉菲亞莉岡
薇薇安
秘密結社「侵略妖精鄉菲亞莉岡」的幹部。稱號為「劍聖貴婦人」。外表是左眼有傷痕的女性。武器為大劍。
帕克
秘密結社「侵略妖精鄉菲亞莉岡」的怪人。
奇奇莫拉
秘密結社侵略「妖精鄉菲亞莉岡」的怪人。
熊地精
秘密結社「侵略妖精鄉菲亞莉岡」的怪人。
迪娜．西
秘密結社「侵略妖精鄉菲亞莉岡」的怪人。真正身份是玲央的母親。由於丈夫失蹤精神變得失常，後被薇薇安轉化為怪人。結局離開了「妖精鄉菲亞莉岡」，與玲央一同生活。

### 黑暗領域
與「鬥星戰隊 彗星」為敵的秘密結社，最終在六年前被「鬥星戰隊 彗星」消滅。

#### 幹部
三葉草惡魔
秘密結社「黑暗領域」超三皇之一，被用來製造殺死黑井津的怪人，擅長精神攻擊。最後被黑井津消滅。她的死亡成為了黑井津開發多功能怪人的原因。
本人其實不想殺死黑井津，因為自己最喜歡她的。
雙頭惡魔
秘密結社「黑暗領域」超三皇之一。

#### 怪人
伊威爾克羅斯
秘密結社「黑暗領域」的黑洞怪人。在「黑暗領域」覆滅的六年後復活。實力在沃爾夫之上。最終被變身成彗星黑的黑井津小姐消滅。

### 傑特亞克
原本是動畫原創的秘密結社，後回流到原作漫畫。
佐田卷零忌
始與健司的父親。結婚前的名字是盧前零忌，佐田卷實際上是妻子的姓氏。本人在漫畫24集中於健司的回憶出場，而全名則在動畫第10集中出現。曾經是三修滿的弟子，在武術方面有極高的天賦。因探求何謂「真正的正義與邪惡」而加入「阿卡斯提亞」，導致與妻子離婚。據三修滿所言是一個為達到目的而不擇手段的人。後證實已加入「傑特亞克」。
在漫畫50集中證實他就是劍神布雷達變身器的製作者，同時也是把變身器散發到日本各地的人。在漫畫51集中進一步確認他就是把二手巨大機器人散發到日本各地的人，同時也揭露了他把劍神布雷達變身器散發到日本各地的真正目的是為了收集數據，之後使用變身器變身成終極布雷達。
在漫畫52集中證實他是三修滿和梅吉斯托斯的戰友，在英雄時期與二人聯手打倒最初的怪人「D」。其後在傑特二和傑特三造訪阿卡斯提亞時襲擊「黑蘿亞」，以壓倒性實力擊敗艾爾巴姬並擄走凱薩蘿亞。最終被燈香和始聯手消滅。
傑特阿哈德（聲：杉田智和）
動畫原創角色。秘密組織「傑特亞克」的遠東地區的資深主管。企圖收購「阿卡斯提亞」失敗後，率領怪人侵略日本。
在漫畫51集中正式出場。而在最終話中確認已婚並且有一個女兒。其女兒獲得從「阿卡斯提亞」提供的人工肌肉和人造內臟得以恢復健康。
傑特一
「傑特亞克」的第一座。
傑特二
「傑特亞克」的第二座。作為吸引「阿卡斯提亞」的誘餌與傑特三一同造訪阿卡斯提亞。
傑特三
「傑特亞克」的第三座。作為吸引「阿卡斯提亞」的誘餌與傑特二一同造訪阿卡斯提亞。

### 英雄
佐田卷健司 / 劍神布雷達（聲：寺島拓篤）
22歲。佐田卷始的弟弟。與秘密結社「阿卡斯提亞」為敵的正義英雄。平時是在便當店打工的兼職店員。與女性交往的經驗為零，因此不擅長應付女性怪人。
與「魔法少女薔薇芳草」不同，由於平時都獨自行動，沒有得到大眾認可，因此沒有政府的補助。
式島玲央/奇跡薔薇（聲：田村由香里）
與秘密結社「阿卡斯提亞」為敵的「魔法少女薔薇芳草」中的一員。由於父親失蹤母親精神變得失常。
最終話中與變成怪人的母親迪娜．西一同生活。
日賀谷雄杜/奇跡芳草（聲：堀江由衣）
與秘密結社「阿卡斯提亞」為敵的「魔法少女薔薇芳草」中的一員。
後來與薇絲帕拉王妃交戰時，中了對方的毒煙霧後變成一名女性。
戈爾霍克
鳥形英雄，本身也喜歡鳥類。
蒼宮迅
6年前與秘密結社「黑暗領域」為敵的「鬥星戰隊 彗星」中的一員「彗星藍」，專用武器是長槍。現時以怪人援助組織的假身份調查小規模英雄組織擁有不相稱資源的原因。
黃座木夏摘
6年前與秘密結社「黑暗領域」為敵的「鬥星戰隊 彗星」中的一員「彗星黃」，專用武器是鞭。

### 其他
三修滿（聲：遊佐浩二）
正義營運協會的會長。「魔法少女薔薇芳草」的上司。也是黑井津小姐現役時期的上司和武術師傅。擅長武術，能使用包括「鬥星戰隊 彗星（闘星戦隊メテオール）」在內昔日正義英雄的招式。
在漫畫28話與玲央和雄社對練時提及過昔日的英雄由於當時的變身器沒有現時般方便，必須依靠自行鍛鍊身體。
在漫畫52話證實他曾經是一名英雄，與梅吉斯托斯和佐田卷零忌同為並肩作戰的戰友。
在動畫第12集中顯示到，身為正義營運協會的會長，實力也不輸秘密組織的幹部們。
赤志真晃星
任職於某所工廠的維修工人，已婚。真正身份是6年前與秘密結社「黑暗領域」為敵的「鬥星戰隊 彗星」中的一員「彗星紅」，與黑井津小姐同為「鬥星戰隊 彗星」的成員。專用武器是「流星號斬劍」。
水木香戀（聲：小坂井祐莉繪）
動畫原創角色。飛特族。從故鄉來到東京打工的少女，之後輾轉到各地的秘密組織作為臨時的戰鬥員。在動畫第11集曾因為同樣電玩的喜好與阿卡西克相識，之後與松山平氣一同被挖角到阿卡斯提亞成為幹部。在動畫第12集中不斷致電聯絡日本各地秘密組織。
在漫畫50集中正式出場，為死亡法杖的主任。
松山平氣（聲：白城奈央）
動畫原創角色。水木香戀兼職方面的前輩，沒有固定的工作，經常帶著香戀到各地自己推薦的秘密組織作為臨時的戰鬥員。在動畫第11集與水木香戀一同被挖角到阿卡斯提亞成為幹部。在動畫第12集動用自己曾在日本各地秘密組織打工的人脈對抗秘密組織傑特亞克的入侵。
D
最初的怪人，也是「D細胞」的來源。過去被英雄時期的三修滿、梅吉斯托斯、佐田卷零忌聯手消滅。
天原栞里（聲：谷あやか）
偶像組合BAVAROIS成員，實際上是持有「D細胞」的怪人與人類女性的混血兒。
文月佳苗（聲：西野みやび）
偶像組合BAVAROIS成員。

## 出版書籍
| 卷數 | Flex Comix     | Flex Comix             |
| 卷數 | 發售日期       | ISBN                   |
| ---- | -------------- | ---------------------- |
| 1    | 2021年1月12日  | ISBN 978-4-86675-133-7 |
| 2    | 2021年7月12日  | ISBN 978-4-86675-155-9 |
| 3    | 2021年10月12日 | ISBN 978-4-86675-171-9 |
| 4    | 2022年2月12日  | ISBN 978-4-86675-193-1 |
| 5    | 2022年8月8日   | ISBN 978-4-86675-236-5 |
| 6    | 2023年2月10日  | ISBN 978-4-86675-268-6 |
| 7    | 2023年8月8日   | ISBN 978-4-86675-300-3 |
| 8    | 2024年2月9日   | ISBN 978-4-86675-338-6 |
| 9    | 2024年8月8日   | ISBN 978-4-86675-368-3 |
| 10   | 2025年3月12日  | ISBN 978-4-86675-408-6 |

## 電視動畫
2021年7月7日，宣佈正在進行動畫化的計劃。10月6日，宣佈電視動畫將由2022年1月8日起於ABC電視台、朝日電視台系列「ANiMAZiNG!!!」深夜動畫時段播映，公開前導視覺圖和宣傳片，並公佈主要聲優和製作人員陣容。前導宣傳片中初次披露由AXXX1S主唱的片頭曲《Special force》。兩名主角分別由前田佳織里和天野聰美飾演。同日開設前導官方網站和Twitter帳戶。11月2日，公開主視覺圖，並公佈飾演佐田卷博士的聲優為梅原裕一郎。12月2日，再公佈多名配角的聲優，並宣佈動畫每集的旁白將由不同的超雄英雄演員擔任，日本各地的地方英雄也會在劇中登場。12月18日，公開第1條宣傳片，並再公佈多名配角的聲優。
水木香戀和松山平氣是動畫原創角色，分別由小坂井祐莉繪和白城奈央飾演。第9集下半部份的劇情也是動畫原創的。
第2集原定於1月15日在全日本新聞網首播，但因日本發出海嘯警報而延期至1月22日播映。播映日期較後的BS11、AT-X也配合在翌週重播第2集。第3集定於1月29日首播。
收錄動畫全篇12集的藍光套裝（ABCX-00001）於2022年6月29日發售。

### 製作人員
- 原作：水崎弘明
- 導演：齋藤久
- 系列構成：高山克彥
- 人物設定：森前和也
- 副人物設定：新谷真晝
- 傳說&地方英雄製作：鈴村展弘[註 1]
- 英雄隊長：山根理宏（まさひろ山根）
- 地方英雄隊長：鷲北恭太
- 英雄設計：山根理宏、
- 怪人設計：森木靖奏
- 衣装設計：
- 美術監督：甲斐政俊
- 美術設定：赤樹壹磨
- 色彩設計：
- 攝影監督：今泉秀樹
- 3DCG：渡邊哲也
- 編輯：木村祥明
- 音響監督：飯田里樹
- 音樂：manzo
- 音樂製作：CREST
- 動畫製作：Quad[5]

### 主題曲
片頭曲
《Special Force》
作詞、作曲、編曲：天才凡人，主唱：AXXX1S
片尾曲
《曖昧あいでんてぃてぃ(應援ver.)》（第1、3、8、9、10、11話）
作詞、作曲、編曲：大塚剛毅，主唱：メイビーME
《Destiny(英雄ver.)》（第2、4、5、6、7話）
作詞、作曲：RYOKO、菊池諒，編曲：RYOKO、豐田健甫，主唱：メイビーME
《Special Force》（第12話）
作詞、作曲、編曲：天才凡人，主唱：AXXX1S
插曲
《ラミラミLOVE ME BABY》（第4話）
作詞、作曲：橫健介，編曲：豐田健甫
《きみドロート》（第4、10話）
作詞：haruka，作曲：えとゆま、菊池諒，編曲：えとゆま

《ミラクルステップ》（第10話）
作詞：磯谷佳江，作曲：fu_mou (Hifumi,inc.)，編曲：櫻澤ヒカル (Hifumi,inc.)，主唱：YURiKA

《Dreamer》（第12話）
作詞、作曲：アキダス，編曲：塙一郎、アキダス，主唱：特撮Boyz

### 集數列表
| 集數   | 日文標題 | 中文標題 | 編劇     | 分鏡              | 演出     | 作畫監督 | 總作畫監督                        | 旁白     | 首播日期 （2022年） |
| ------ | -------- | --- | -------- | ----------------- | -------- | --- | --------------------------------- | -------- | ------------------- |
| 第1話  |          | 企圖征服世界的邪惡組織裏， 皆陷入恐懼的怪人誕生時， 她暗自落淚                                                     | 高山克彥 | 齋藤久            | 木村佳嗣 | 柄谷綾子 藤田正幸 | 森前和也 萩尾圭太                 | 渡洋史   | 1月8日              |
| 第2話  |          | 聽着黑暗的熱水壺裏互相叫囂的惡鬼尖叫聲入睡， 傳說中的地獄使者帶着恐懼在這片土地覺醒                                | 高山克彥 | 陳達理            | 陳達理   | 陳達理 | 森前和也 輿石曉                   | 村上弘明 | 1月15日             |
| 第3話  |          | 多次經歷死亡與重生的魔物， 為了打破這道枷鎖而反抗， 被命運束縛的靈魂魅惑之時                                       | 高山克彥 | 安藤貴史          | 安藤貴史 | 高橋真帆 宮田奈保美 森悅人 | 森前和也 日野貴史                 | 海津亮介 | 1月29日             |
| 第4話  |          | 沉浸於魅惑人們的罪孽， 對幻想盛宴如癡如醉的鬼， 因為少女的眼淚和憤怒粉碎自己的靈魂                                 | 高山克彥 | 森田侑希          | 森田侑希 | 藤田正幸 臼田美夫 柄谷綾子 飯飼一幸 | 森前和也 輿石曉                   | 高野浩幸 | 2月5日              |
| 第5話  |          | 與住在深淵裏的魔物 簽下等同自我毀滅的契約， 被一抹微笑拯救， 宛如所羅門王的戒指                                    | 高山克彥 | 齋藤久            | 高山秀樹 | 杉山直輝 NAMU ANIMATION | 森前和也 萩尾圭太 輿石曉 日野貴史 | 妹尾青洸 | 2月12日             |
| 第6話  |          | 被看不見的力量凌虐的純樸靈魂， 在滿腔的憤怒和焦黑的信念之下， 開花結果化身為邪惡的魔物顯現                         | 高山克彥 | 吉田英俊 木村佳嗣 | 木村佳嗣 | 森悦人 飯飼一幸 藤田正幸 | 森前和也 萩尾圭太 輿石曉 日野貴史 | 所宏吏   | 2月19日             |
| 第7話  |          | 迷失在芬芳毒氣的甜蜜擁抱之中， 與神的化身一起沉醉於罪惡滋味， 獻給魔物之宴的熱情將何去何從                         | 高山克彥 | Royden B          | 岩垂瑞樹 | 高橋真帆 宮田奈保美 熊谷小夏 片岡惠美子 | 森前和也 萩尾圭太 輿石曉 日野貴史 | 森次晃嗣 | 2月26日             |
| 第8話  |          | 住在亡者盤據的城堡裡的邪惡魔物們， 他們的邪惡讓同儕感到恐懼， 彼此將對方視為敵人中的敵人                           | 高山克彥 | 安藤貴史          | 安藤貴史 | 飯飼幸一 藤田正幸 | 森前和也 萩尾圭太 輿石曉 日野貴史 | 土屋大輔 | 3月5日              |
| 第9話  |          | 聚集在深淵的古老亡者們的 充滿鏽跡的榮光之影 因為時空彼岸的驕傲於黑暗中微微點亮燈火                                 | 高山克彥 | 森田侑希          | 森田侑希 | 森悦史 柄谷綾子 藤田正幸 | 森前和也 萩尾圭太 輿石曉          | 宍戶勝   | 3月12日             |
| 第10話 |          | 擁有誘惑他人魔性的人 陶醉於自己的存在時 引發渾沌的那個存在概念本身 就被稱為惡魔                                    | 高山克彥 | 吉田英俊          | 木村佳嗣 | 飯飼一幸日 藤田正幸 熊谷小夏 高橋萬帆 宮田奈保美 片岡惠美子 保村成 | 森前和也 萩尾圭太 輿石曉 日野貴史 | 萩野崇   | 3月19日             |
| 第11話 |          | 祭品自己參加邪神聚會的酒宴 是從變成食物的那一刻起 才意識到自己是祭品 或是想吃掉邪神然後取而代之                    | 高山克彥 | Royden B          | 高山秀樹 | NAMU ANIMATION | 森前和也 萩尾圭太 輿石曉 日野貴史 | 筒井巧   | 3月26日             |
| 第12話 |          | 吃了惡魔的惡魔就能變成上天的使者 亦或只是醜陋地互相吞食的野蠻行徑呢 只為從地獄中被拯救出來祭品便以黑色的翅膀侍奉神 | 高山克彥 | 齋藤久            | 岩垂瑞樹 | 藤田正幸、宮田奈保美 飯飼一幸、熊谷小夏 高橋真帆、監物Kevin雄太 柄谷綾子、渡邊浩二 森悅史、花輪美幸 沼田廣、服部憲知 岩田龍治、吉田徹 日野貴史、萩尾圭太 輿石曉、森前和也 | 森前和也 萩尾圭太 輿石曉 日野貴史 | 伴大介   | 4月2日              |

### 播映平台
日本深夜動畫：下文記載的日本国内播放時間使用日本標準時間（UTC+9）表示。因為部分時間标识會採用30小时制，因此請留意这类超过24:00的时间，其實際播放時間為翌日清晨。
| 播放日期              | 播放時間（UTC+9）    | 播放電視台                                                 | 播放地區 | 備註                 |
| --------------------- | -------------------- | ---------------------------------------------------------- | -------- | -------------------- |
| 2022年1月8日－4月2日  | 星期六 26:00 - 26:30 | 朝日放送電視台、名古屋電視台等隸屬全日本新聞網的24家電視台 | 日本全國 | 「ANiMAZiNG!!!」時段 |
| 2022年1月9日－4月3日  | 星期日 24:00 - 24:30 | BS11                                                       | 日本全國 | 衞星廣播             |
| 2022年1月12日－4月6日 | 星期三 23:00 - 23:30 | AT-X                                                       | 日本全國 | 衞星廣播，有重播     |

| 播映地區 | 播映平台                                                                              | 播映日期             | 播映時間              | 備註                                 |
| --- | ------------------------------------------------------------------------------------- | -------------------- | --------------------- | ------------------------------------ |
| 臺灣 | 巴哈姆特動畫瘋、CATCHPLAY、中華電信MOD、Hami Video friDay影音、KKTV、LINE TV、myVideo | 2022年1月8日－4月2日 | 星期六 26:00（UTC+8） | [ 22 ]                               |
| 新加坡 | CATCHPLAY、meWATCH                                                                    | 2022年1月8日－4月2日 | 星期六 26:00（UTC+8） | [ 22 ]                               |
| 印尼 | CATCHPLAY、Sushiroll                                                                  | 2022年1月8日－4月2日 | 星期六 26:00（UTC+8） | [ 22 ]                               |
| 亞洲 | bilibili Asia                                                                         | 2022年1月8日－4月2日 | 星期六 26:00（UTC+8） | [ 22 ]                               |
| 阿富汗、孟加拉國、不丹、柬埔寨、斐濟、香港、印度、印度尼西亞、哈薩克斯坦、吉爾吉斯斯坦、老撾、澳門、馬來西亞、馬爾代夫、蒙古、緬甸、瑙魯、尼泊爾、巴基斯坦、帕勞、巴布亞新幾內亞、菲律賓、薩摩亞、新加坡、所羅門島、斯里蘭卡、臺灣、泰國、東帝汶、湯加、圖瓦盧、瓦努阿圖、越南 | Ani-One Asia YouTube頻道                                                              | 2022年1月8日－4月2日 | 星期六 26:00（UTC+8） | 第1集因版權問題而延至1月15日才上架。 |

## 外部連結
- 漫畫連載網站（日語）
- 電視動畫官方網站（日語）
- 電視動畫的X（前Twitter）（日語）